# Jacques Gonzalès
 (avril 2016).
Si vous disposez d'ouvrages ou d'articles de référence ou si vous connaissez des sites web de qualité traitant du thème abordé ici, merci de compléter l'article en donnant les références utiles à sa vérifiabilité et en les liant à la section « Notes et références ».
Jacques Gonzalès, né à Montpellier (Hérault) le 13 novembre 1941, est un chercheur, docteur en médecine français, biologiste, un des pionniers de la fécondation in vitro en France,
professeur d'université, historien de la médecine, secrétaire général de la Société de géographie, écrivain, conférencier, lauréat de l'Académie nationale de médecine.

## Biographie

### Enfance
À la suite d'une miliaire tuberculeuse (1946), Jacques Gonzalès est atteint d’une forme vertébrale (Mal de Pott) traitée par une immobilisation totale en position allongée de mars 1947 à juin 1951, puis d’une méningite avec coma en février 1948. Il est un des premiers survivants dans le monde  de cette méningite traitée pendant un an par Robert Debré (1882-1978) et Henri-Édouard Brissaud (1913-1981), par la streptomycine, le premier antituberculeux découvert par Selman Waksman (1888-1973). Lors de la reprise de la marche, il est découvert qu’il présente une aréflexie vestibulaire, absence d’équilibre, liée à ce traitement, un handicap définitif.
Il est élève du lycée Michelet de Vanves à partir de 1953 et étudiant en médecine en 1960.

### Études et formation
Interne des Hôpitaux de Paris en 1969, diplômé de médecine du sport en 1971, et en 1973 de pédiatrie. Docteur en médecine, lauréat de la faculté de médecine de Paris (1973).
Après un doctorat d'État en 1988 en biologie humaine, (université Paris 5), il est habilité à diriger des recherches en 1989 (université Paris 6).

### Activités professionnelles

#### Cliniques et biologiques
Jacques Gonzalès est en 1974 assistant à la Pitié-Salpêtrière. Il se spécialise alors dans le diagnostic et le traitement des stérilités conjugales avec consultations dans ce même groupe hospitalier où il exercera jusqu’en 2005. Il y crée un laboratoire de cytogénétique (1974) y compris prénatal, et un laboratoire de biologie de la reproduction (1975), et un centre d'Assistance Médicale à la Procréation (AMP), dont il dirige le laboratoire (1985). Des grossesses suivies de naissances sont obtenues d'emblée. Entre 1986 et 1989 Jacques Gonzalès un des pionniers de la Fécondation in vitro en France, crée trois autres centres biologiques d'AMP, à l'hôpital des Diaconesses de Reuilly, à Paris, à l'hôpital de la Trinité en Martinique, et à l'hôpital El Shatby d'Alexandrie, le premier centre en Égypte.
En sus de ses activités à la Pitié-Salpêtrière, il exerce des fonctions de chef de service en biologie, de 1994 à 1997, à l’hôpital Avicenne de Bobigny et à l’hôpital Jean-Verdier de Bondy qui dispose d’un centre de AMP. De 1998 à 2002, il occupe ces mêmes fonctions à l’hôpital Antoine Béclère de Clamart, marquées par la naissance de Valentin , premier bébé conçu après un diagnostic préimplantatoire en France (2000).

#### Recherche
De 1971 à 1974, ses travaux portent sur l'analyse des malformations urinaires et leur retentissement sur la croissance du rein fœtal avec l'analyse de l’activité électrique de l’uretère et l’étude de la croissance rénale fœtale, ses données servant de normes aux premiers échographistes qui pratiquent cet examen en prénatal,,. À partir de 1975, ses travaux sont consacrés à la biologie de la reproduction (les caractéristiques physiques et biochimiques du sperme, analyses du liquide folliculaire ovarien, facteurs influençant la fertilité humaine comme la transplantation rénale, la prise de médicaments, les variations chromosomiques, la qualité du mucus cervical au cours du cycle féminin) ,  , .
Membre à partir de 2000 de l'unité INSERM U/493ENS et U782, il travaille sur le rôle de l'hormone anti-Müllérienne (AMH),dans la fonction ovarienne et dans les variations anatomiques génito-sexuelles, en particulier chez les hommes,.

#### Enseignement
De 1969 à 1973, Jacques Gonzalès enseigne l’histologie et l’embryologie à la faculté des Saints-Pères puis, à partir de 1973, à la faculté libre de Lille, jusqu’en 1975 et à la faculté Pitié-Salpêtrière (Paris 6) jusqu'en 2006. Il devient maître de conférences en 1983 puis professeur des universités en biologie et médecine du développement et de la reproduction en 1989. De plus, de 1996 à 2005, il est responsable de l'enseignement de l'Histoire de la médecine, et à partir de 2001, de l'enseignement des sciences humaines (épistémologie, psychologie médicale, santé publique). Il assure par téléenseignement l'Histoire de la médecine pour la faculté de médecine de Nouméa (Nouvelle-Calédonie) de 2000 à 2006.
Il est missionné pour enseigner l'embryologie de 1998 à 2004 à la faculté de médecine et de pharmacie de Marrakech, puis de 2005 à 2007 à la faculté de médecine de l'université libre de Nouakchott en Mauritanie. Il est le doyen de 2006 à 2007.
De 2013 à 2015, il enseigne à l'espace éthique de l'AP-HP. 
Depuis 2017, il participe à l'enseignement pour l'obtention du diplôme universitaire Infertilité et AMP (Université Paris centre), et il a été responsable d'un module Économie, géographie et santé pour l'Ipag Business School à Paris de 2016 à 2021.

#### Activité de conseil et d'expertise pour l'industrie
De 1976 à[1989, il a été membre du conseil médical pour les parfums Christian Dior et RoC, avec la mise au point de l'utilisation des liposomes en cosmétologie. 
Comme expert pharmacologue toxicologue, il a démontré l’effet spermicide du nonoxynol-9 utilisé dans les ovules contraceptifs.

### Fonctions administratives

#### Hospitalières
Il est élu membre du comité consultatif médical du groupe hospitalier Pitié-Salpêtrière de 1982 à 1998 et en devient le vice-président de 1991 à 1995. Il est membre de la commission médicale consultative de l'Assistance publique en 1986.

#### Universitaires
De 1983 à 1986, membre élu du conseil supérieur des universités, il est assesseur de la 42e section (anatomie, histologie, anatomo-pathologie), Il est réélu en 1986 dans la sous-section Médecine et biologie du développement et de la reproduction. 
Membre du conseil d'administration de l'Unité d'enseignement et de recherche (UER) Pitié-Salpêtrière de 1982 à 1989.
Il est élu membre du conseil d'administration de l'université Paris 6 en 1980, puis du conseil scientifique, et vice-président de 1981 à 1991. Membre réélu du conseil d'administration de 1994 à 1998, responsable du centre de documentation d'Histoire de la médecine de 1995 à 1998, il est chargé de mission pour la diffusion de la culture scientifique de 1996 à 2001. Il coorganise, en 2000, une conférence européenne L'eau et la vie. 
De 1990 à 2001, il est directeur de l'université dans la Cité, l'université inter-âges de Paris 6.

#### Missions de coopération
Entre 1987 et 2006, Jacques Gonzalès est chargé de missions à Jérusalem, Saint-Petersbourg, Moscou, Bangkok, Kyoto, Hanoï, Los Angeles, Stanford et Yale.

#### Associatives
Instructeur de la Croix-Rouge de 1966 à 1971. 
Il est membre cofondateur de la fédération des biologistes de la reproduction (BLEFCO) dont il est le secrétaire-général de 1986 à 1992.
De 1994 à 1998, il est membre du bureau de l'AIUTA et de l’UFUTA. 
En 1997, Jacques Gonzalès fait construire et met en service un centre de santé à Woloum Néré, pour les populations de Mauritanie. 
De 2007 à 2010, il est membre du bureau de l'Association ESPPER  en faveur des enfants des rues dans le monde. 

##### Fonctions associatives actuelles
Depuis 1997 Jacques Gonzalès participe à la formation des mandataires judiciaires sur le handicap et la maltraitance pour l'Association AFFECT.
En raison de son handicap lié à son passé médical, Jacques Gonzalès travaille actuellement pour l’Association des paralysés de France. Depuis 2019 il est le représentant pour Paris de cette association, et il est membre du conseil d'administration d'Île-de-France.
Officier dans l’Ordre des Palmes Académiques, il est élu vice-président de l’AMOPA (section Paris XIII) en 2019.

### Membre de sociétés
Sociétaire, de 1988 à 2008, de l'European Society of Human Reproduction and Embryology (ESHRE).
Depuis 1983, il est aussi membre de la Société française d'histoire de la médecine.
En 2007, il devient membre à vie de la Société de géographie, la plus ancienne du monde (créée en 1821). Il en est le secrétaire général élu depuis 2013, réélu en 2020 pour cinq ans

## Œuvres

### Publications
Jacques Gonzalès est l'auteur de plus de deux cent trente publications médicales, de chapitres de livres médicaux,  il est également l'auteur de plusieurs articles dans la revue La géographie, Terre des hommes. Il est l'auteur de :
- Histoire naturelle et artificielle de la procréation, Bordas, Larousse, 1996 (prix Serge Gas de l'Académie nationale de médecine),  (ISBN 2040271864)
- Initiation à l'Histoire de la médecine, comprendre pour mieux apprendre, Éditions Heures de France, 1997,  (ISBN 2853851982)
- Initiation à l'Histoire de la médecine et des idées médicales, comprendre pour mieux savoir, préface d’Alain Ségal, Éditions Heures de France, 2005  (ISBN 9782853852579)
- Histoire de la procréation humaine. Croyances et savoirs dans le monde occidental, Collection Évolution de l'humanité, Éditions Albin Michel, 2012  (ISBN 9782226209122)
- Décrire la Terre, écrire le monde. Le livre du bicentenaire de la Société de Géographie 1821-2021, Glénat, 2021, Grand Prix Jules Verne 2022.  (ISBN 2344049630)

### Autres médias
- participation à la réalisation du film Quand la vie commence 1986,
- participation à la coproduction du film Sur le sentier de la guérison, 1995 [une biographie d'Alexandre Yersin].

- de 1996 à 2022 : participation à des émissions télévisées, radiophoniques et à des webinaires en France, en Grande-Bretagne, en Belgique, et en Suisse.

## Décorations
- Officier des Palmes Académiques.